# Saint-Léonard—Anjou
Pour les articles homonymes, voir Saint-Léonard et Anjou (homonymie).
Saint-Léonard—Anjou (initialement connue sous le nom de Saint-Léonard) fut une circonscription électorale fédérale du Québec, située sur l'île de Montréal. Elle fut représentée à la Chambre des communes de 1979 à 1988.
La circonscription fut créée en 1976 à partir des circonscriptions de Maisonneuve—Rosemont, Mercier et de Saint-Michel. Abolie en 1987, elle fut redistribuée parmi les circonscriptions d'Anjou—Rivière-des-Prairies, Papineau et Saint-Léonard.

## Géographie
En 1976, la circonscription comprenait:
- La cité de Saint-Léonard
- La ville d'Anjou
- Une partie de la ville de Montréal

## Liste des députés
| Législature                                                          | Années    | Député | Député           | Parti   |
| -------------------------------------------------------------------- | --------- | ------ | ---------------- | ------- |
| Saint-Léonard issue de Maisonneuve—Rosemont, Mercier et Saint-Michel |           |        |                  |         |
| 31e                                                                  | 1979–1980 |        | Monique Bégin    | Libéral |
| 32e                                                                  | 1980–1984 |        | Monique Bégin    | Libéral |
| 33e                                                                  | 1984–1988 |        | Alfonso Gagliano | Libéral |
| Dissoute parmi Anjou—Rivière-des-Prairies, Papineau et Saint-Léonard |           |        |                  |         |